# تویوتومی تسوروماتسو

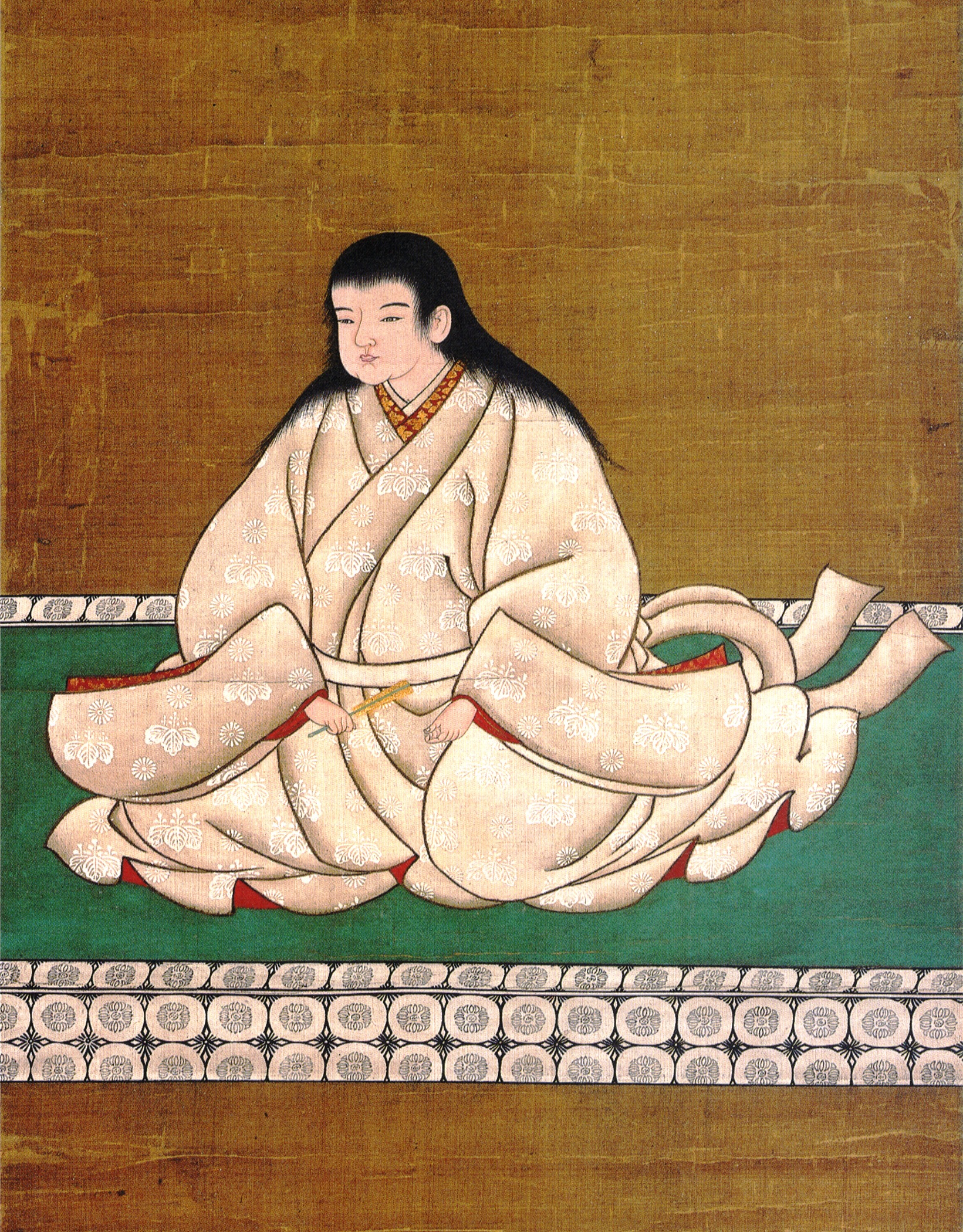
تویوتومی تسوروماتسو

تویوتومی تسوروماتسو (به ژاپنی: تولد 豊臣 鶴松 とよとみ つるまつ) (۱۵۸۹  –مرگ ۲۲ سپتامبر ۱۵۹۱ میلادی)، نخستین پسر تویوتومی هیده‌یوشی و چاچا بود و در دوره آزوچی-مومویاما در قرن شانزدهم میلادی در ژاپن زندگی می‌کرد.
در سال ۱۵۹۱ میلادی هیده‌یوشی او را در سن خردسالی به علت بیماری از دست داد.